# فینال مسابقات باشگاهی قهرمانی آسیا ۱۹۷۰
فینال مسابقات باشگاهی قهرمانی آسیا ۱۹۷۰ میلادی یک مسابقهٔ فوتبال میان دو تیم تاج تهران از ایران و هاپوئل تل‌آویو از اسرائیل بود که برای تعیین قهرمان مسابقات باشگاهی قهرمانی آسیا ۱۹۷۰ م. در ۱۰ آوریل ۱۹۷۰ م. (۲۱ فروردین ۱۳۴۹ ه‍.خ) در ورزشگاه امجدیه در تهران برگزار شد. تیم تاج در پی قهرمانی در مسابقات جام باشگاه‌های تهران ۴۸–۱۳۴۷ ه‍.خ به عنوان نمایندهٔ ایران در این مسابقات برگزیده شده بود. این نخستین حضور این تیم در مسابقات باشگاهی قهرمانی آسیا بود و در همین نخستین دورهٔ حضورش نیز به فینال بازی‌ها رسید. هاپوئل نیز در پی قهرمانی در لیگ اسرائیل در فصل ۶۹–۱۹۶۸ م. به عنوان نمایندهٔ این کشور راهی مسابقات باشگاهی قهرمانی آسیا شد. این تیم پیش از آن یک بار سابقهٔ حضور و قهرمانی در نخستین دورهٔ مسابقات باشگاهی قهرمانی آسیا در سال ۱۹۶۷ م. را داشت و در سال ۱۹۷۰ م. برای دومین بار در فینال این مسابقات حضور می‌یافت.
دیدار دو تیم به دلایل غیر ورزشی از جمله ستیز کشورهای عربی و مسلمان با اسرائیل، روابط پیچیدهٔ ایران و اسرائیل در آن زمان، پیروزی اسرائیل در جنگ شش روزه که تنها سه سال قبل از برگزاری این مسابقه روی داد، و حساسیت‌های جامعهٔ ایران به حضور یک تیم ورزشی اسرائیلی در تهران ابعادی گسترده و حتی فراتر از فوتبال یافت.
ورزشگاه امجدیه که در آن زمان ورزشگاه فوتبال اصلی تهران و بزرگ‌ترین ورزشگاه فوتبال ایران بود، به عنوان میزبان این دیدار برگزیده شد و مسابقه با حضور حدود ۳۵٬۰۰۰ تماشاگر و داوری سودهین چاترجی از هند برگزار شد. نیمهٔ اول این مسابقه با وجود حملات دو تیم روی دروازه‌ها و برتری نسبی تیم تاج، گلی در برنداشت؛ اما در نیمهٔ دوم، نخست تیم هاپوئل در دقیقهٔ ۶۹ به گل رسید و سپس تیم تاج در دقیقهٔ ۸۳ بازی را مساوی کرد و وقت قانونی با همین نتیجه به پایان رسید تا بازی به وقت‌های اضافه کشیده شود. در وقت‌های اضافه، تیم تاج در دقیقهٔ ۹۲ به گل دوم رسید و این نتیجه تا پایان بازی حفظ شد و این دیدار با نتیجهٔ ۲–۱ به سود تیم تاج به پایان رسید. گل‌های تیم تاج را غلام وفاخواه در دقیقهٔ ۸۳ و مسعود معینی در دقیقهٔ ۹۲ به ثمر رساندند. برای تیم هاپوئل نیز یهزکل چازوم در دقیقهٔ ۶۹ گل زد.
پیروزی در این مسابقه از نتایج مهم تاریخ باشگاه فوتبال تاج و فوتبال باشگاهی ایران در آسیا محسوب می‌شود. این مسابقه نخستین حضور یک تیم ایرانی در فینال جام باشگاه‌های آسیا و نخستین قهرمانی یک تیم باشگاهی ایرانی در این رقابت‌هاست.

## ورزشگاه میزبان

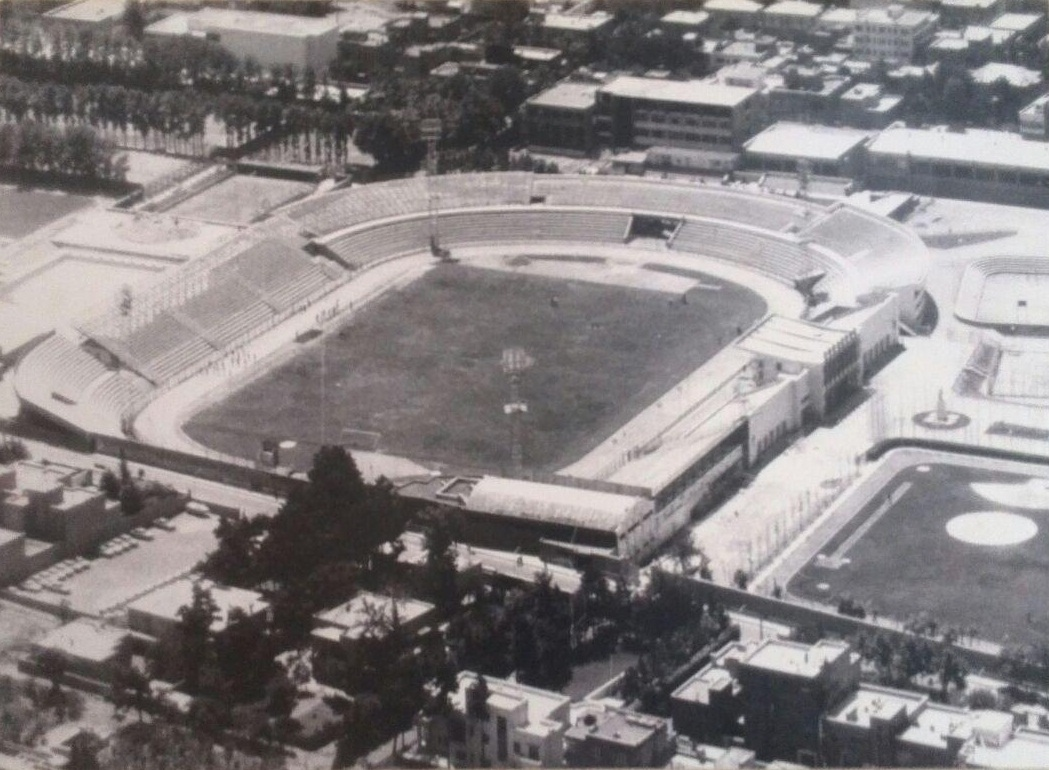
نمایی هوایی از ورزشگاه امجدیه در دههٔ ۱۳۴۰ خورشیدی.

ورزشگاه امجدیه ورزشگاه میزبان این بازی بود. امجدیه قدیمی‌ترین ورزشگاه فوتبال در تهران است. ساخت این ورزشگاه در ۱۳۱۷ ه‍.خ به پایان رسید و در ۱۳۱۸ ه‍.خ با برگزاری نخستین دوره مسابقات قهرمانی ایران افتتاح شد. دور تا دور این ورزشگاه جایگاه تماشاگر وجود دارد و ظرفیت رسمی آن ۲۵٬۰۰۰ هزار نفر است، اما در بازی‌های فراوانی تماشاگرانی بسیار بیش از این به ورزشگاه می‌آمدند.
در زمان برگزاری این بازی، ورزشگاه امجدیه ورزشگاه اصلی فوتبال ایران بود؛ تمام بازی‌های تیم ملی ایران در این ورزشگاه برگزار می‌شد، از جمله مسابقات مقدماتی المپیک تابستانی ۱۹۶۴ م. توکیو و نخستین صعود ایران به المپیک. تمامی مسابقات جام ملت‌های آسیا ۱۹۶۸ نیز در همین ورزشگاه برگزار شده بودند. امجدیه میزبان بسیاری رخدادهای غیر ورزشی و سیاسی اجتماعی نیز بود، همچون بخشی از مراسم میزبانی از الیزابت دوم ملکهٔ انگلیس در سفرش به ایران در ۱۳۳۹ ه‍.خ و جشن تاج‌گذاری محمدرضا پهلوی در ۱۳۴۶ ه‍. خ

## پیشینه مسابقات باشگاهی قهرمانی آسیا
کنفدراسیون فوتبال آسیا در ۱۹۶۲ م. تصمیم گرفت با الگوبرداری از مسابقات جام باشگاه‌های اروپا که توسط یوفا و به‌طور سالیانه برگزار می‌شود، یک دوره مسابقات قهرمانی بین قهرمان‌های کشورهای عضو برگزار کند تا قهرمان قاره آسیا مشخص شود. نخستین دورهٔ این رقابت‌ها در ۱۹۶۷ م. و به شکل رفت و برگشتی برگزار شد که با قهرمانی تیم هاپوئل تل‌آویو از اسرائیل پایان یافت. در ابتدا قرار بود هشت تیم در این بازی‌ها حاضر شوند، اما نمایندگان ایران و هند از حضور در برابر نمایندهٔ اسرائیل انصراف دادند تا تعداد تیم‌ها به شش تیم کاهش یابد. برگزاری بازی‌ها به شکل حذفی و رفت و برگشتی که مشابه مدل برگزاری جام باشگاه‌های اروپا بود، با بعد مسافت قارهٔ آسیا و شرایط ضعیف مالی تیم‌های آسیایی سازگار نبود؛ به همین دلیل، دومین دوره در ژانویهٔ ۱۹۶۹ م. و به شکل متمرکز به میزبانی تایلند برگزار شد. این بار تعداد تیم‌ها به ده تیم افزایش یافت و تیم‌ها ابتدا در مرحلهٔ گروهی در دو گروه پنج تیمی به رقابت پرداختند و از هر گروه دو تیم به مرحلهٔ نیمه‌نهایی صعود کرد و در انتها تیم مکابی تل‌آویو از اسرائیل توانست عنوان قهرمانی را از آن خود کند. سومین دورهٔ این بازی‌ها در آوریل ۱۹۷۰ م. و همچون دورهٔ پیشین به شکل متمرکز و با حضور هشت تیم به میزبانی ایران برگزار شد. افزون بر این‌ها، در آن سال بر اساس طرح پیشنهادی فیفا، قرار بود مسابقاتی با نام جام باشگاه‌های جهان بین قهرمان‌های قاره‌های اروپا، آسیا، آفریقا، آمریکای جنوبی، آمریکای شمالی و مرکزی و اقیانوسیه برگزار شود و تیم قهرمان آسیا امکان حضور در این بازی‌ها را می‌یافت. در نهایت بازی‌های جام باشگاه‌های فوتبال جهان در آن سال برگزار نشد و نخستین دوره‌اش سال‌ها بعد و در ۲۰۰۰ م. برگزار شد.

## مسیر تا فینال

از راست به چپ: دیوید پریمو و یهوشوا فایگنباوم دو بازیکن ملی‌پوش تیم هاپوئل از بازیکنان اصلی این تیم در مسابقات باشگاهی قهرمانی آسیا ۱۹۷۰.

### تاج
تیم تاج به دنبال قهرمانی در مسابقات قهرمانی باشگاه‌های تهران ۴۸–۱۳۴۷ ه‍.خ به عنوان نمایندهٔ ایران جواز حضور در مسابقات باشگاهی قهرمانی آسیا را کسب کرد. تاج در گروه A با نمایندگان لبنان، مالزی و سریلانکا هم‌گروه شده بود. تیم سریلانکایی سندرز در لحظات آخر از بازی‌ها انصراف داد و تاج در مرحله گروهی تنها دو بازی برگزار کرد و هر دو را با نتیجهٔ مشابه ۳–۰ برد و به راحتی به مرحلهٔ نیمه‌نهایی صعود کرد. غلامحسین مظلومی مهاجم گل‌زن تیم تاج در دیدار دوم این تیم در برابر تیم سلانگور توانست هت‌تریک کند و نقش مؤثری در صعود تاج به عنوان سرگروه داشت. در مرحلهٔ نیمه‌نهایی، تاج در برابر مدان، نمایندهٔ مالزی که تیم دوم گروه B بود به پیروزی ۲–۰ رسید و به فینال صعود کرد. تیم تاج تا رسیدن به فینال بازی‌ها گلی دریافت نکرده بود و بهترین خط دفاع مسابقات را در اختیار داشت.

### هاپوئل
تیم هاپوئل نیز در پی کسب عنوان قهرمانی در لیگ اسرائیل ۶۹–۱۹۶۸ م. به عنوان نمایندهٔ اسرائیل در این مسابقات حاضر شد. هاپوئل در گروه B با نمایندگان تایلند، هند و اندونزی هم‌گروه شده بود و توانست با سه پیروزی آسان و یازده گل زده به مرحلهٔ نیمه‌نهایی صعود کند. دیدار نخست هاپوئل در برابر تیم پلیس سلطنتی از تایلند با پیروزی ۵–۰ این تیم همراه بود. هاپوئل هر ۵ گل خود را در همان نیمه نخست به ثمر رساند تا در همان نیمه نخست نخستین بازی خود را به عنوان یک مدعی جدی قهرمانی نشان دهد. دیدار نیمه‌نهایی بین هاپوئل و نماینده لبنان برگزار نشد؛ هامنتمن تیم دوم گروه A بنا به دستور دولت لبنان حاضر به بازی در مقابل تیم اسرائیلی نشد و هاپوئل با نتیجه ۳–۰ برنده شناخته شد و پا به فینال گذاشت. تیم هاپوئل تا پیش از دیدار فینال با ۱۱ گل زده بهترین خط حملهٔ جام را در اختیار داشت.
| تیم     | بازی | امتیاز |
| ------- | ---- | ------ |
| تاج     | ۲    | ۴      |
| هومنتمن | ۲    | ۲      |
| سلانگور | ۲    | ۰      |
| سندرز   | ۰    | ۰      |

| تیم         | بازی | امتیاز |
| ----------- | ---- | ------ |
| هاپوئل      | ۳    | ۶      |
| مدان        | ۳    | ۴      |
| بنگال غربی  | ۳    | ۲      |
| پلیس سلطنتی | ۳    | ۰      |

## پیش از مسابقه

### روابط دو کشور
سفر تیم اسرائیلی به ایران نخستین مسافرت یک تیم باشگاهی اسرائیلی به ایران بود. تیم‌های کشورهای عربی و اسلامی حاضر به بازی کردن برابر نمایندگان اسرائیل نبودند، چنان‌که در مسابقات باشگاهی قهرمانی آسیا ۱۹۶۹ م. تیم مکابی تل‌آویو به دلیل انصراف نمایندگان کشورهای عربی از بازی در مقابل این تیم، بدون برگزاری حتی یک بازی به دیدار فینال رسید. در فینال مسابقات ۱۹۷۰ م. نیز حساسیت‌ها بالا بود؛ سه سال پیش از برگزاری این بازی، جنگ شش روزه بین اعراب و اسرائیل درگرفته بود و شکست اعراب باعث بروز احساسات ضد اسرائیلی در ایران شده بود. دو سال پیش از برگزاری این بازی، تیم‌های ملی ایران و اسرائیل در چارچوب مسابقات جام ملت‌های آسیا ۱۹۶۸ در همین ورزشگاه امجدیه مسابقه حساسی را برگزار کرده بودند که در آن مسابقه، تماشاگران حاضر در امجدیه شعارهای ضد اسرائیلی فراوانی سردادند. در سطح دیپلماتیک هم ایران در این زمان روابط پیچیده‌ای با اسرائیل داشت؛ روابط دو کشور کمابیش محرمانه بود و حکومت وقت ایران به شکل دفاکتو اسرائیل را به رسمیت شناخته بود و سفارت اسرائیل به شکل غیررسمی در تهران فعال بود. این روابط مورد اعتراض کشورهای عربی بود و دولت ایران ابعاد این روابط را پنهان می‌کرد. برگزاری این مسابقه و سفر تیم اسرائیلی باعث شد تا ابعاد همکاری دو کشور تا حدی آشکار شود و این امر موجب اعتراض شدید کشورهای عربی شد. دولت ایران در پاسخ به این اعتراض‌ها گفت که ورزش سیاسی نیست و اگر تیم‌های ایرانی به واسطهٔ قرعه‌کشی با تیم‌های اسرائیلی روبرو بشوند، ایرانیان حاضر نیستند که در مسابقه شرکت نکنند. با این وجود، در تهران جو به شدت بر ضد تیم اسرائیلی بود و حتی در مقابل هتل محل اقامت بازیکنان و پرسنل تیم هاپوئل نیز تظاهرات برگزار شد تا جایی که پلیس مجبور به دخالت شد. یهوشوا فایگنباوم بازیکن هاپوئل، در این مورد گفت: «هواداران بسیار متعصب بودند و به نظر می‌آمد تمام تهران تنها یک چیز می‌خواهد: ما ببازیم و جام نزد تاج باقی بماند».

### نخستین میزبانی ایران

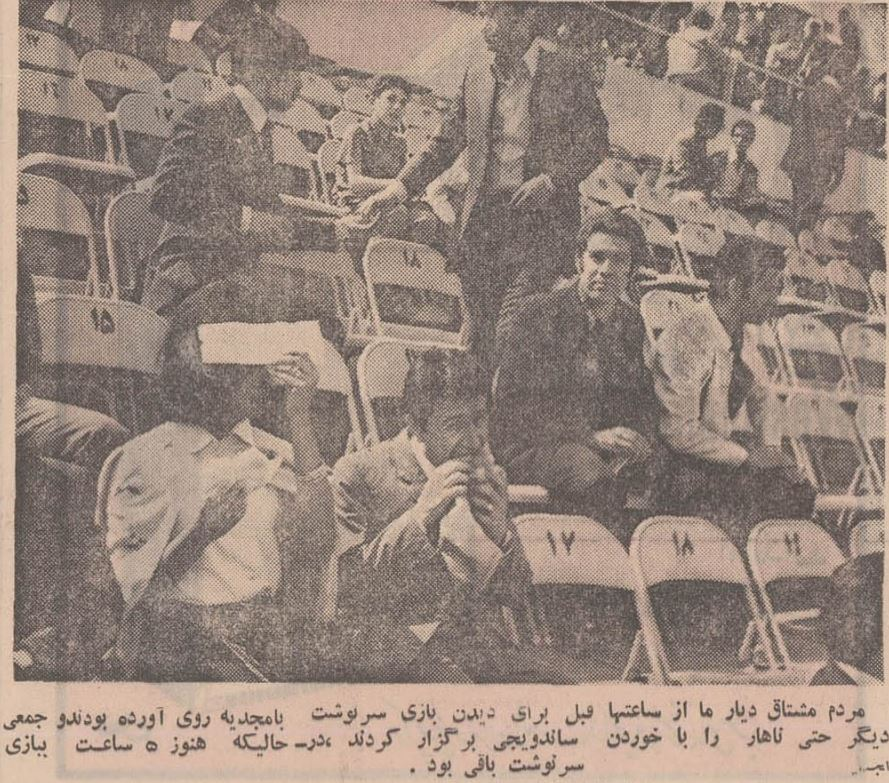
تماشاگران از ساعت‌ها پیش از آغاز بازی در ورزشگاه امجدیه حاضر شدند.

مسابقات باشگاهی قهرمانی آسیا بعد از جام ملت‌های آسیا مهم‌ترین مسابقات فوتبال در آسیا محسوب می‌شد و برگزاری این بازی‌ها اتفاق مهمی در فوتبال ایران بود. این نخستین بار بود که بازی‌های قهرمانی باشگاه‌های آسیا در ایران برگزار می‌شد و تیم تاج نخستین تیم ایرانی بود که به فینال این مسابقات راه یافته بود. همچنین، پیش از این مسابقه، سازمان تربیت بدنی ایران با همکاری فدراسیون فوتبال ایران بلیت‌های شرط‌بندی رسمی برای این مسابقات چاپ و اقدام به فروش آن‌ها در شعبه‌های بانک صادرات ایران و گیشه‌های بلیت فروشی امجدیه کرد. فرم‌های ویژه‌ای برای این منظور چاپ و به قیمت ۲ ریال عرضه شدند و جایزه‌هایی همچون اتومبیل آریا و شاهین نیز برای برندگان شرط‌بندی تعیین شدند، اما استقبال خوبی از این بلیت‌ها نشد و این طرح بعد از این مسابقه دیگر تکرار نشد.

### شرایط دو تیم
دو تیم تاج و هاپوئل تا پیش از این بازی با یکدیگر روبه‌رو نشده بودند و این نخستین و تا به امروز آخرین رویارویی دو تیم هست. فوتبال اسرائیل در آن زمان در اوج قدرتش در آسیا به سر می‌برد؛ تیم ملی اسرائیل به عنوان تنها نماینده آسیا و اقیانوسیه به جام جهانی ۱۹۷۰ راه یافته بود و چهار تن از بازیکنان تیم هاپوئل در آن بازی‌ها در ترکیب تیم ملی اسرائیل حاضر بودند. در دور قبل این بازی‌ها در ۱۹۶۹ م. نمایندهٔ ایران تیم پرسپولیس تهران بود که توسط نماینده اسرائیل، مکابی تل‌آویو حذف شده بود و تیم اسرائیلی در ادامهٔ راه قهرمان آن سال نیز شد. دور نخست مسابقات باشگاهی قهرمانی آسیا در ۱۹۶۷ م. نیز با قهرمانی تیم حاضر در فینال، هاپوئل تل‌آویو نماینده اسرائیل، پایان یافته بود. از این رو، تیم تاج امکان این را داشت تا با پیروزی در دیدار فینال، جلوی قهرمانی سه‌بارهٔ نمایندگان اسرائیل را بگیرد و نخستین قهرمانی را برای یک تیم ایرانی و در خاک ایران به ارمغان بیاورد. تیم تاج برای حضور در این مسابقات چند یار کمکی از تیم‌های دیگر گرفته بود؛ غلام وفاخواه از عقاب، فریدون معینی از پیکان و محمود خوردبین از پرسپولیس. این عمل تاج با اعتراض نمایندگان تیم اسرائیلی همراه شده بود اما مسئولان برگزاری مسابقات این کار را قانونی دانستند و ایراد اسرائیلی‌ها را وارد ندانستند.

## مسابقه

بازیکنان تاج و هاپوئل در حال ورود به زمین امجدیه.

### روز مسابقه
درهای ورزشگاه امجدیه از ساعت ۱۰ صبح به روی تماشاگران باز شدند و سکوهای ورزشگاه از ساعت ۱ بعد از ظهر پر شده بودند. از این مسابقه استقبال بسیاری شد و با آن‌که سکوهای ورزشگاه امجدیه گنجایش ۲۵٬۰۰۰ را داشت، تماشاگران بسیار بیشتری به ورزشگاه آمدند؛ روزنامهٔ اطلاعات در آن زمان شمار تماشاگران را حدود ۳۵٬۰۰۰ تخمین زد و هزاران تن نیز بیرون ورزشگاه ماندند. از این میان، حدود ۵٬۰۰۰ نفر از هواداران تیم هاپوئل بودند. نمایندهٔ تیم هاپوئل ۵٬۰۰۰ بلیت بازی را خریده بود و بین جامعهٔ یهودیان ایران پخش کرده بود. این بازی به‌طور مستقیم از تلویزیون و رادیو ایران نیز پخش شد.
پنج سال پیش از تاریخ برگزاری این مسابقه و در ۲۱ فروردین ۱۳۴۴ محمدرضا شاه از ترور رضا شمس‌آبادی نجات یافته بود و به همین مناسبت پیش از آغاز بازی، مراسمی با عنوان «رفع خطر از جان شاهنشاه» توسط سید جواد ذبیحی برگزار شد. در این مراسم که در ورزشگاه امجدیه برگزار شد ابتدا اشعار مذهبی خوانده شد، سپس برای سلامتی شاه، ملکه و ولیعهد ایران دعا شد و در پایان یاد محمدعلی باباییان و آیت‌الله لشکری که در جریان حادثه ترور نافرجام توسط شمس‌آبادی کشته شده بودند گرامی داشته شد.

### خلاصهٔ مسابقه

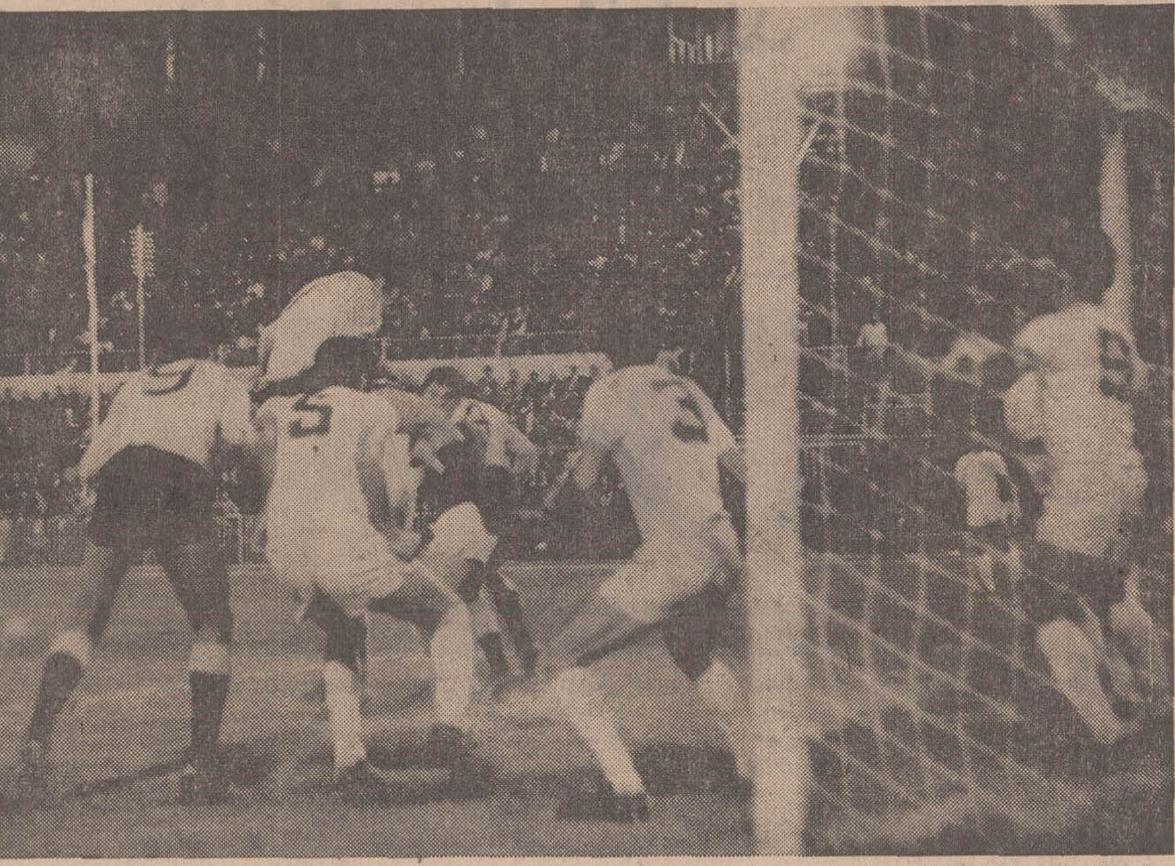
غلام وفاخواه با ضربه سر گل تساوی را در دقیقه ۸۳ به ثمر رساند.

#### نیمهٔ نخست
بازی با حملات اولیه تیم هاپوئل آغاز شد و در ۱۰ دقیقهٔ نخست بازی، تیم اسرائیلی تیم برتر میدان بود. اما بازیکنان تاج نیز کم‌کم آغاز به حمله کردند و در دقیقهٔ ۱۲ یک فرصت بسیار خوب را که بر روی حمله علی جباری از جناح راست حاصل شده بود از دست دادند: آریه بژارانو دروازه‌بان هاپوئل از دورازه خارج شد و جباری توپ را بر روی محوطه جریمه ارسال کرد، مهاجم تاج، غلام‌حسین مظلومی، این توپ را به غلام وفاخواه دیگر مهاجم تاج پاس داد و وفاخواه با یک شوت توپ را روانه دروازه هاپوئل کرد اما دیوید پریمو، مدافع هاپوئل، توپ را از روی خط دروازهٔ خالی برگرداند تا دورازه هاپوئل بسته بماند. یک دقیقه بعد، تیم تاج باز هم با شوت وفاخواه صاحب موقعیت شد اما باز هم پریمو مدافع هاپوئل با خطای هند در موقعیتی مشکوک به پنالتی، توپ را دور کرد و داور مسابقه یک ضربهٔ آزاد به سود تاج و از بیرون محوطه جریمه اعلام کرد. فریدون معینی این ضربه آزاد را زد اما شوتش بی‌نتیجه ماند. بعد از این موقعیت، با وجود برتری نسبی تاج، نیمهٔ نخست با نتیجه ۰–۰ به پایان رسید.

#### نیمهٔ دوم
نیمهٔ دوم با حملات تیم تاج آغاز شد و در ۱۵ دقیقهٔ ابتدایی این نیمه، توپ و میدان در اختیار این تیم بود. با وجود حملات نمایندهٔ ایران، دروازه نمایندهٔ اسرائیل با درخشش دروازه‌بان این تیم که دروازه‌بان تیم ملی جوانان اسرائیل نیز بود، بسته ماند. در دقیقهٔ ۶۲ و برخلاف جریان نسبی بازی، پریمو مدافع تیم هاپوئل که روی حرکت فردی به محوطهٔ جریمهٔ تاج نزدیک شده بود، می‌رفت تا صاحب یک موقعیت شود که کارو حق‌وردیان، هافبک تاج، وی را متوقف کرد. هاپوئل در دقیقه ۶۷ نیز یک موقعیت مسلم گلزنی داشت که مهدی لواسانی، مدافع تاج، در آخرین لحظه ضربهٔ هافبک هجومی هاپوئل، یهزکل چازوم را به کرنر فرستاد. لحظاتی بعد، در دقیقهٔ ۶۹ همین ضربهٔ کرنر توسط خود چازوم تبدیل به گل تیم هاپوئل شد تا هاپوئل ۱–۰ پیش بیفتد. تیم تاج تنها ۲۲ دقیقه فرصت داشت تا بازی را مساوی کند و از شکست رهایی یابد. در ۵ دقیقهٔ ابتدایی بعد از گل، تاج چندان حمله نکرد اما چند دقیقه بعد و در دقیقهٔ ۷۵، تیم تاج تنها تعویضش را انجام داد: مهدی حاج‌محمد به جای علی جباری کاپیتان تاج که روز آرامی را پشت سر گذاشته بود، وارد بازی شد. به دنبال این تعویض، چینش بازیکنان تاج در زمین دستخوش تغییر شد و تیم تاج دست به حملات زیادی زد که حاج‌محمد در این حملات نقشی اساسی داشت. تیم تاج در دقیقهٔ ۷۹ یک موقعیت مسلم گل را از دست داد اما سرانجام حملات تاج نتیجه داد و دروازهٔ هاپوئل در دقیقه ۸۳ باز شد تا بازی ۱–۱ مساوی شود. در دقیقه ۸۷ هاپوئل دست به تعویض زد و فایگنباوم بوم بازیکن ملی‌پوش این تیم از بازی خارج شد و به جایش میر برنر به زمین بازی آمد. حملات تاج در دقایق پایانی نیز ادامه یافت و وفاخواه در دقیقه ۹۰ یک موقعیت مسلم دیگر گل را از دست داد، اما در ادامهٔ وقت‌های قانونی، گل دیگری به ثمر نرسید و بازی به وقت‌های اضافه کشیده شد.

#### وقت‌های اضافه

غلام وفاخواه در کنار دیگر بازیکنان تاج و جام قهرمانی مسابقات.

بعد از ۵ دقیقه زمان استراحت بین وقت‌های قانونی و اضافی، بازی با حملات تاج پیگیری شد و در دقیقهٔ ۹۲، تاج توانست گل دوم و پیروزی‌بخش را به ثمر رساند تا نتیجه ۲–۱ به سود تیم ایرانی بشود. بعد از این گل تاج همچنان به حمله کردن ادامه داد و مدافعان هاپوئل تنها تلاش داشتند تا نتیجه بدتر از این نشود. ۱۵ دقیقهٔ نخست وقت‌های اضافه به همین ترتیب به پایان رسید. در ۱۵ دقیقه دوم و پایانی وقت‌های اضافه، هافبک‌ها و مهاجمان تیم هاپوئل در تلاش برای گل تساوی به خشونت روی آوردند و در دقیقهٔ ۱۱۷ در یکی از برخوردهای بازیکنان دو تیم، رونی کالدرون بازیکن شمارهٔ ۸ هاپوئل مصدوم شد و از بازی بیرون رفت. هاپوئل که هر دو سهمیهٔ تعویضش استفاده کرده بود، در دقایق پایانی ده نفره به بازی ادامه داد و با وجود حملاتی که داشت نتوانست بازی را به تساوی بکشاند و مدافعان و دروازه‌بان تاج در بسته نگه داشتن دروازه‌شان موفق بودند تا مسابقه با نتیجهٔ ۲–۱ به سود تاج پایان یابد.

#### گل‌ها
- گل هاپوئل: چازوم هافبک هاپوئل در دقیقهٔ ۶۹ به دنبال یک نفوذ فردی، توپ را تا نزدیک دروازهٔ تاج پیش برد ولی هنگامی که قصد ارسال توپ به روی دروازهٔ تاج را داشت، توپ توسط لواسانی به کرنر فرستاده شد. کرنر را سیمون بن یهوناتان،[E ۷] مدافع راست و کاپیتان هاپوئل، ارسال کرد و چازوم با یک ضربه توپ را وارد دروازه تاج کرد.
- گل اول تاج: در دقیقهٔ ۸۳ تاج صاحب یک ضربهٔ کرنر شد. حاج‌محمد کرنر را ارسال کرد و غلام وفاخواه با ضربه سر گل مساوی تاج را به ثمر رساند.
- گل دوم تاج: در دقیقهٔ ۹۲ تیم تاج صاحب یک ضربهٔ ایستگاهی پشت محوطهٔ جریمهٔ هاپوئل شد. منصور پورحیدری پشت این توپ ایستاد و توپ را به سمت دروازه حریف فرستاد که توپ توسط مدافعان هاپوئل برگشت داده شد و توپ برگشتی را مسعود معینی با ضربهٔ پای چپ وارد دروازه هاپوئل کرد.

### جزئیات مسابقه
| تاج تهران                  | ۲ – ۱ (وقت اضافه) | هاپوئل تل‌آویو |
| -------------------------- | ----------------- | ------------- |
| وفاخواه ۸۳' · م. معینی ۹۲' | گزارش             | چازوم ۶۹'     |

| تاج | هاپوئل |

| تاج:          |                 |     |
|               |                 |     |
| GK            | ناصر حجازی      |     |
| RB            | منصور پورحیدری  |     |
| CB            | مهدی لواسانی    |     |
| CB            | اکبر کارگرجم    |     |
| LB            | مسعود معینی     |     |
| RM            | فریدون معینی    |     |
| LM            | کارو حق‌وردیان   |     |
| AM            | علی جباری (ک)   | '۷۶ |
| RW            | غلام وفاخواه    |     |
| CF            | غلامحسین مظلومی |     |
| LW            | جواد قراب       |     |
| تعویضی‌ها:     |                 |     |
| AM            | مهدی حاج‌محمد    | '۷۶ |
|               |                 |     |
| سرمربی:       |                 |     |
| زدراکو رایکوف |                 |     |

| حجازی پورحیدری لواسانی کارگرجم م. معینی حق‌وردیان ف. معینی قراب جباری مظلومی وفاخواه بژارانو یهوناتان پریمو راخمینوویج کاسترو چازوم کوهن موردکوویچ کالدرون فایگنباوم بوربا |
| ترکیب شروع‌کننده دو تیم در آغاز بازی. |

| هاپوئل:        |                       |                 |
|                |                       |                 |
| GK             | آریه بژارانو          |                 |
| RB             | سیمون بن یهوناتان (ک) |                 |
| CB             | دیوید پریمو           |                 |
| CB             | یاکوب راخمینوویچ      |                 |
| LB             | نخمان کاسترو          |                 |
| DM             | یهزکل چازوم           |                 |
| DM             | آبراهام کوهن          | Substituted off |
| RW             | موشه موردکوویچ        |                 |
| SS             | رونی کالدرون          |                 |
| CF             | یهوشوا فایگنباوم      | '۸۷             |
| LW             | جرج بوربا             |                 |
| تعویضی‌ها:      |                       |                 |
| DM             | مناخیم روزن‌اشترایخ    | Substituted in  |
| CF             | میر برنر              | '۸۷             |
| سرمربی:        |                       |                 |
| رهاویا روزنبام |                       |                 |

| مقامات رسمی مسابقه داور وسط: - سودهین چاترجی (هند) - کمک داورها: - چان تارا (تایلند) - شریف آوان (مالزی) |

## پس از مسابقه

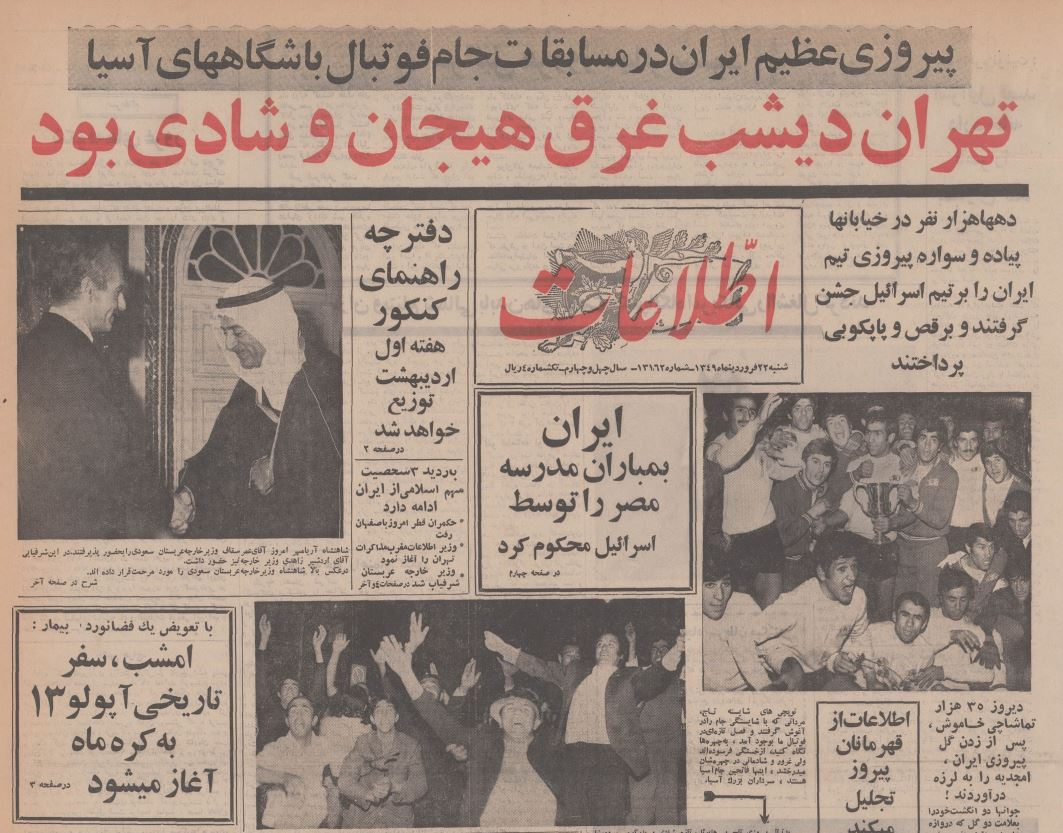
روزنامه اطلاعات، فردای قهرمانی تاج در آسیا.

### در اسرائیل
این شکست تنها شکست نمایندگان اسرائیل در فینال جام باشگاه‌های آسیا محسوب می‌شود. با وجود این شکست، برگزاری این مسابقه برای اسرائیل یک دستاورد دیپلماتیک منطقه‌ای محسوب شد چرا که تا آن زمان روابط ایران و اسرائیل کمابیش محرمانه و مورد اعتراض کشورهای عربی بود، اما با برگزاری این مسابقه، روابط دو کشور تا حدی آشکار شد. از همین رو، ورزشکاران اسرائیلی با وجود شکست، با خشنودی به اسرائیل بازگشتند. رهاویا روزنبام سرمربی تیم هاپوئل نیز در این زمینه گفت: «با توجه به شرایط موجود و جوی که در اطراف ما بود ما با بهترین توانمان کار کردیم، فوتبال خوبی بازی کردیم و اسرائیل را در شرایط آبرومندی نمایندگی کردیم». اسرائیل پس از این تنها یک مرتبه دیگر در مسابقات باشگاهی قهرمانی آسیا حاضر بود: مسابقات باشگاهی قهرمانی آسیا ۱۹۷۱ که تیم مکابی تل‌آویو توانست عنوان قهرمانی آن رقابت‌ها را از آن خود کند. مکابی در دیدار فینال باید با تیم الشرطه عراق روبرو می‌شد اما تیم عراقی از بازی کردن در مقابل تیم اسرائیلی سرباز زد تا عنوان قهرمانی به تیم مکابی برسد. این دومین و آخرین عنوان قهرمانی این تیم در آسیا بود. بعد از مسابقات ۱۹۷۱ به دلایلی همچون عدم حرفه‌ای‌گری در آسیا و مشکلات سیاسی جام باشگاه‌های آسیا تا ۱۹۸۵ دیگر برگزار نشد و در این فاصله در ۱۹۷۴ در پی پیشنهاد کویت کنفدراسیون فوتبال آسیا اسرائیل را از ای‌اف‌سی کنار گذاشت و حضور تیم‌های ملی و باشگاهی اسرائیل در رقابت‌های آسیایی برای همیشه پایان یافت.

### در ایران
پس از قهرمانی تاج، تماشاگران از ورزشگاه امجدیه بیرون آمدند و در خیابان‌های پیرامون ورزشگاه، به پایکوبی پرداختند. مردم تهران و شهرهای دیگر ایران نیز به خیابان‌ها آمدند و به جشن و پایکوبی پرداختند. در روزهای بعد، ویگن خوانندهٔ ایرانی، ترانه‌ای با شعری از ایرج جنتی عطایی در ستایش از بازیکنان پیروز این مسابقه خواند. قهرمانی تاج در آسیا یکی از باارزش‌ترین عناوین قهرمانی تاریخ این باشگاه است. پرویز خسروانی، یکی از مؤسسان اولیه و مالک باشگاه تاج در آن زمان، در نوامبر ۲۰۱۱ م. در مصاحبه‌ای تلویزیونی با بخش فارسی صدای آمریکا از این پیروزی به عنوان یک مسابقهٔ حماسی در تاریخ این باشگاه نام برد. سال‌ها بعد وقتی که نام این باشگاه به باشگاه استقلال تغییر یافته بود، این باشگاه در میانه‌های دههٔ ۱۳۸۰ خورشیدی دو ستاره طلایی رنگ به نشانهٔ دو قهرمانی این تیم در آسیا به نشان‌وارهٔ باشگاه افزود که یکی از آن‌ها اشاره به همین مسابقه دارد. این پیروزی برای فوتبال ملی ایران نیز پراهمیت بود؛ این پیروزی نخستین قهرمانی یک باشگاه فوتبال ایرانی در آسیا بود. دو سال پیش از آن در بهار ۱۳۴۷ ه‍. خ، تیم ملی ایران با غلبه بر تیم ملی اسرائیل برای نخستین بار قهرمان جام ملت‌های آسیا شده بود و حالا یک تیم باشگاهی نیز با پیروزی بر نمایندهٔ اسرائیل، قدرت فوتبال ایران در آسیا را نمایش داده بود.

## یادداشت
1. ↑  تیم سندرز اندکی پیش از برگزاری بازی‌ها از حضور در مسابقات باشگاهی قهرمانی آسیا انصراف داد.
2. ↑  تیم لبنانی در زمین مسابقه برابر تیم اسرائیلی حاضر نشد و کنفدراسیون فوتبال آسیا تیم هاپوئل را برنده اعلام کرد.
3. ↑  پرسپولیس برای صعود از گروهش احتیاج به پیروزی برابر مکابی تل‌آویو داشت اما آن بازی بدون گل مساوی شد و پرسپولیس از صعود بازماند.
4. ↑  قهرمانی دوم استقلال در مسابقات جام باشگاه‌های آسیا ۹۱–۱۹۹۰ به دست آمد

## واژه‌نامه
1. ↑  Sudhin Chatterjee
2. ↑  Yehezkel Chazom
3. ↑  Yehoshua Feigenbaum
4. ↑  Arie Bejarano
5. ↑  David Primo
6. ↑  Ronnie Calderon
7. ↑  Shimon Ben Yehonathan
8. ↑  Jacob Rachminovich
9. ↑  Nachman Castro
10. ↑  Avraham Cohen
11. ↑  Moshe Mordechowicz
12. ↑  George Borba
13. ↑  Menachem Rosenstreich
14. ↑  Meir Brenner
15. ↑  Rehavia Rosenbaum